# Carcelia angulicornis
Carcelia angulicornis är en tvåvingeart som beskrevs av Villeneuve 1916. Carcelia angulicornis ingår i släktet Carcelia och familjen parasitflugor. Inga underarter finns listade i Catalogue of Life.